# Go-Horikawa Tennō
Go-Horikawa Tennō (後堀河天皇?) (22 de marzo de 1212-31 de agosto de 1234) fue el 86.º emperador de Japón, según el orden tradicional de sucesión. Reinó entre 1221 y 1232. Antes de ser ascendido al Trono de Crisantemo, su nombre personal (imina) era Príncipe Imperial Yutahito (茂仁親王 Yutahito-shinnō?). También era conocido como Príncipe Imperial Motsuhito.

## Genealogía
Fue el tercer hijo del Príncipe Imperial Morisada (守貞親王) Go-Takakura-in (後高倉院), segundo hijo del Emperador Takakura.
- Emperatriz (Jingū): Sanjō (Fujiwara) ?? (三条（藤原）有子)
- Emperatriz (Chūgū): Konoe (Fujiwara) ?? (近衛（藤原）長子)
- Emperatriz (Chūgū): Kujō (Fujiwara) ?? (九条（藤原）竴子)

- Primer hijo: Príncipe Imperial Mitsuhito (秀仁親王, futuro Emperador Shijō)
- Cuarta hija: Princesa Imperial ?? (日韋子内親王)

- Dama de honor: hija de Jimyōin (Fujiwara) Ieyuki (持明院（藤原）家行)

- Primera hija: Princesa Imperial ?? (暉子内親王)
- Segunda hija: Princesa Imperial ?? (体子内親王)

- Dama de honor: hija de Fujiwara Kaneyoshi (藤原兼良)

- Tercera hija: Princesa Imperial ?? (昱子内親王)

## Biografía
En 1221, tras la Guerra Jōkyū, un intento fallido del Emperador Go-Toba de restaurar el poder imperial en Japón, el shogunato Kamakura excluyó del Trono de Crisantemo a la familia imperial que descendía del Emperador Go-Toba, incluyendo la abdicación del Emperador Chūkyō, que no tuvo heredero. El Príncipe Imperial Yutahito, quien era el nieto del Emperador Takakura, sobrino del exiliado Emperador Go-Toba y primo segundo del Emperador Chūkyō, asumió el trono como el Emperador Go-Horikawa. Gobernó entre el 29 de julio de 1221 y el 26 de octubre de 1232.
Como el emperador sólo tenía diez años de edad, su padre, el Príncipe Imperial Morisada fungió como Emperador Enclaustrado bajo el nombre de Go-Takakura-in.
En 1232, a los veinte años, abdica a favor de su hijo de un año, el Emperador Shijō y se convierte en Emperador Enclaustrado. Sin embargo, tenía una pésima condición física y falleció dos años después. La Tumba Imperial está en el templo Sennyu-ji en Higashiyama, Kioto.

## Kugyō
- Sesshō: Konoe Iezane (¿? – 1242)[6]
- Sadaijin: Konoe Iemichi (1204 – 1224)[6]
- Udaijin: Fujiwara Kintsugu (1117 – 1227)[6]
- Nadaijin: Saionji Kintsune (1171 – 1224)[6]
- Dainagon:

## Eras
- Jōkyū (1219 – 1222)
- Jōō (1222 – 1224)
- Gennin (1224 – 1225)
- Karoku (1225 – 1227)
- Antei (1227 – 1229)
- Era Kangi (1129 – 1232)